# Хоторгойн шуган
Хоторгойн шуган — це назва страви бурятської кухні з нутрощів барана.

## Приготування
Для приготування кров'яної ковбаси необхідно ретельно промити товсту кишку вівці чи барана. Потім, затиснувши пальцями один кінець кишки, потрібно в інший вставивши лійку, влити кров так, щоб залишилося трохи місця. Згустки крові можна проштовхнути через лійку дерев'яною спицею. Обов'язково потрібно спустити повітря, щоб кишка не луснула при варінні. Кінці кишки слід обов'язково зав'язати міцною ниткою. Далі страву слід зварити.

## Складові
- товста кишка,
- кров,
- дерев'яна спиця,
- лійка,
- нитка.